# Charles Boyer
Charles Boyer (Figeac, 28 agosto 1899 – Phoenix, 26 agosto 1978) è stato un attore francese naturalizzato statunitense.
Durante gli anni trenta divenne famoso in Europa e negli Stati Uniti come latin lover dello schermo per la sua recitazione composta, elegante, che mandava in visibilio il pubblico femminile per una caratteristica del tutto particolare: il pulsare di una vena sulla tempia sinistra nei momenti di maggiore tensione drammatica o erotica.

## Biografia
Boyer nacque a Figeac, nei Midi-Pirenei, in Francia, da Augustine Louise Durand e Maurice Boyer, un mercante. Studiò al conservatorio, ma debuttò presto a teatro e da lì al cinema il passo fu breve. Il suo esordio sul grande schermo avvenne nel 1920. Iniziò a lavorare a Hollywood nel periodo di transizione tra il muto e il sonoro, quando alcuni film venivano girati nella doppia versione, con troupe diverse in relazione al paese di destinazione, e ottenne fin da subito una enorme popolarità anche se i ruoli da lui interpretati erano ben lontani dal corrispondere alla sua personalità. Impersonò soprattutto l'uomo dei grandi amori romantici ed appassionati, travolgenti e tragici. Ma nella vita privata fu, per il pubblico, uno degli attori più tranquilli e riservati, che non si conformò alla moda degli scandali hollywoodiani.

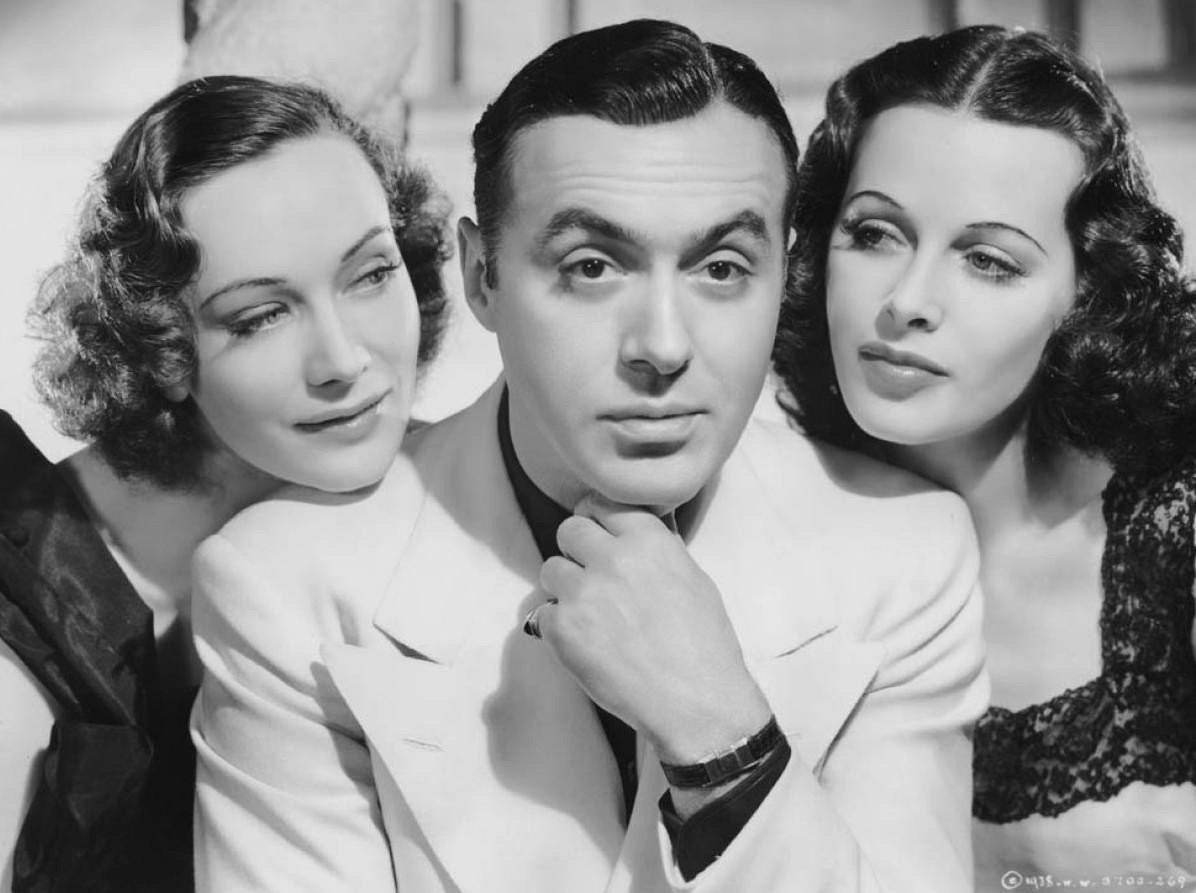
Charles Boyer tra Sigrid Gurie (a sinistra) ed Hedy Lamarr (a destra) nel film Un'americana nella Casbah (1938)

Tempeste di passione (1932), Mayerling (1936) con Danielle Darrieux, Il giardino di Allah (1936) con Marlene Dietrich, Maria Walewska (1937) con Greta Garbo, Delirio (1938) con Michèle Morgan furono tra i suoi film di maggior successo. Nel 1938 interpretò uno dei suoi ruoli più famosi, il bandito Pépé le Moko in Un'americana nella Casbah, remake del film francese interpretato da Jean Gabin. Ispirandosi a questo ruolo, anni dopo il famoso disegnatore Chuck Jones creerà il personaggio Pepé Le Pew, la puzzola romantica dall'inconfondibile accento francese. Nel 1939, allo scoppio della guerra, si trovava negli Stati Uniti, e vi rimase fino al 1953, dopo aver ottenuto la cittadinanza statunitense nel 1942. Ciononostante, nel 1946 partecipò come voce narrante al film Operazione Apfelkern, che ricostruiva la resistenza dei ferrovieri francesi.
Nel dopoguerra alternò il suo personaggio di amatore ormai maturo con interpretazioni solo drammatiche o brillanti, come in Angoscia (1944), a fianco di Ingrid Bergman, L'agente confidenziale (1945) con Lauren Bacall, poi in Arco di trionfo (1948) sempre con la Bergman, dal romanzo di Erich Maria Remarque, La fortuna di essere donna (1956) con Sophia Loren, Il giro del mondo in 80 giorni (1956), dal romanzo di Jules Verne, I quattro cavalieri dell'Apocalisse (1962) e Fanny (1963). Si trattò sempre di produzioni hollywoodiane, benché spesso girate in Europa. Sempre nel dopoguerra tornò anche a lavorare per delle produzioni francesi: nel 1953 Max Ophüls lo diresse ne I gioielli di madame de..., mentre l'anno successivo interpretò per Christian-Jaque il film Nanà. L'ultimo suo film, Nina (1976) di Vincente Minnelli, lo vide nuovamente al fianco di Ingrid Bergman.
Boyer era un buon giocatore di scacchi. Giocava spesso con Humphrey Bogart, considerato il più forte scacchista tra gli attori famosi. Boyer e Bogart furono ritratti in una foto sulla copertina del numero di giugno-luglio 1945 della rivista Chess Review durante una partita, mentre Lauren Bacall (moglie di Bogart), li osservava. Era anche un poliglotta: oltre al francese e all'inglese, conosceva bene l'italiano, il tedesco e lo spagnolo. Nel 1978, due giorni dopo la morte della moglie, l'attrice inglese Pat Paterson, la quale soffriva da tempo di cancro, Boyer si tolse la vita con una overdose di Seconal, mentre si trovava a casa di un amico a Scottsdale. È sepolto all'Holy Cross Cemetery di Culver City, in California, accanto alla moglie e al loro unico figlio, Michael Charles Boyer, morto nel 1965 all'età di 21 anni e in circostanze mai del tutto chiarite. Si parlò di suicidio mediante la cosiddetta roulette russa, subito dopo che il giovane era stato abbandonato dalla sua fidanzata.

## Filmografia

### Cinema
- La giustizia del mare (L'Homme du large), regia di Marcel L'Herbier (1920)
- Chantelouve, regia di Georges Monca e Rose Pansini (1921)
- Le Grillon du foyer, regia di Jean Manoussi (1922)
- La Ronde infernale, regia di Luitz-Morat (1928)
- Il Capitan Fracassa (Le Capitain Fracasse), regia di Alberto Cavalcanti (1929)
- La Barcarolle d'amour, regia di Carl Froelich e Henry Roussel (1931)
- Révolte dans la prison, regia di Pál Fejös (1931)
- The Magnificent Lie, regia di Berthold Viertel (1931)
- Le Procès de Mary Dugan, regia di Marcel De Sano (1931)
- Tempeste di passione (Tumultes), regia di Robert Siodmak (1932)
- L'amore perduto (The Man from Yesterday), regia di Berthold Viertel (1932)
- Red-Headed Woman, regia di Jack Conway (1932)
- I.F.1 ne répond plus, regia di Karl Hartl (1933)
- Moi et l'impératrice, regia di Friedric Hollaender e Paul Martin (1933)
- L'Épervier, regia di Marcel L'Herbier (1933)
- The Only Girl, regia di Friedrich Hollaender (1933)
- La battaglia (La Bataille), regia di Nicolas Farkas e Viktor Tourjansky (1933)
- Carovana tzigana (Caravan), regia di Erik Charell (1934)
- La leggenda di Liliom (Liliom), regia di Fritz Lang (1934)
- Il più bel sogno (Le Bonheur), regia di Marcel L'Herbier (1934)
- Mondi privati (Private Worlds), regia di Gregory La Cava (1935)
- Quando si ama (Break of Hearts), regia di Philip Moeller (1935)
- Shanghai (Shanghai), regia di James Flood (1935)
- Mayerling, regia di Anatole Litvak (1936)
- Il giardino di Allah (The Garden of Allah), regia di Richard Boleslawski (1936)
- Ho amato un soldato (I Loved a Soldier), regia di Henry Hathaway (1936)
- L'uomo che amo (History Is Made at Night), regia di Frank Borzage (1937)
- Maria Walewska (Conquest), regia di Clarence Brown (1937)
- Tovarich, regia di Anatole Litvak (1937)
- Delirio (Orage), regia di Marc Allégret (1938)
- Un'americana nella Casbah (Algiers), regia di John Cromwell (1938)
- Un grande amore (Love Affair), regia di Leo McCarey (1939)
- Vigilia d'amore (When Tomorrow Comes), regia di John M. Stahl (1939)
- Le Corsair, regia di Marc Allégret (1939)
- Paradiso proibito (All This, and Heaven Too), regia di Anatole Litvak (1940)
- Gli amanti (Back Street), regia di Robert Stevenson (1941)
- La porta d'oro (Hold Back the Dawn), regia di Mitchell Leisen (1941)
- Amore per appuntamento (Appointment for Love), regia di William A. Seiter (1941)
- Destino (Tales of Manhattan), regia di Julien Duvivier (1942)
- Il fiore che non colsi (The Constant Nymph), regia di Edmund Goulding (1943)
- Il carnevale della vita (Flesh and Fantasy), regia di Julien Duvivier (1943)
- Angoscia (Gaslight), regia di George Cukor (1944)
- Ancora insieme (Together Again), regia di Charles Vidor (1944)
- L'agente confidenziale (Confidential Agent), regia di Herman Shumlin (1945)
- Fra le tue braccia (Cluny Brown), regia di Ernst Lubitsch (1946)
- Il sorriso della Gioconda (A Woman's Vengeance), regia di Zoltán Korda (1948)
- Arco di trionfo (Arc of Triumph), regia di Lewis Milestone (1948)
- La penna rossa (The 13th Letter), regia di Otto Preminger (1951)
- La prima legione (The First Legion), regia di Douglas Sirk (1951)
- Bagliori ad Oriente (Thunder in the East), regia di Charles Vidor (1952)
- Tempo felice (The Happy Time), regia di Richard Fleischer (1952)
- I gioielli di madame de... (Madame de...), regia di Max Ophüls (1953)
- La tela del ragno (The Cobweb), regia di Vincente Minnelli (1955)
- Nanà (Nana), regia di Christian-Jaque (1955)
- La fortuna di essere donna, regia di Alessandro Blasetti (1955)
- Il giro del mondo in 80 giorni (Around the World in Eighty Days), regia di Michael Anderson (1956)
- Paris, Palace Hôtel, regia di Henri Verneuil (1956)
- Una parigina (Une parisienne), regia di Michel Boisrond (1957)
- Il sapore di Parigi (Maxime), regia di Henri Verneuil (1958)
- I bucanieri (The Buccaneer), regia di Anthony Quinn (1958)
- Fanny, regia di Joshua Logan (1961)
- La notte e il desiderio (Les Démons de minuit), regia di Marc Allégret (1961)
- I quattro cavalieri dell'Apocalisse (The Four Horsemen of the Apocalypse), regia di Vincente Minnelli (1962)
- Giulia tu sei meravigliosa (Julia, Du bist zauberhaft), regia di Alfred Weidenmann (1962)
- Il granduca e mister Pimm (Love Is a Ball), regia di David Swift (1963)
- Una ragazza da sedurre (A Very Special Favor), regia di Michael Gordon (1965)
- Come rubare un milione di dollari e vivere felici (How to Steal a Million), regia di William Wyler (1966)
- Parigi brucia? (Paris brûle-t-il?), regia di René Clément (1966)
- James Bond 007 - Casino Royale (Casino Royale), regia di Val Guest (1967)
- A piedi nudi nel parco (Barefoot in the Park), regia di Gene Saks (1967)
- Il telefono rosso (Le Rouble à deux faces), regia di Étienne Périer (1968)
- Sento che mi sta succedendo qualcosa (The April Fools), regia di Stuart Rosenberg (1969)
- La pazza di Chaillot (The Madwoman of Chaillot), regia di Bryan Forbes (1969)
- Orizzonte perduto (Lost Horizon), regia di Charles Jarrott (1973)
- Stavisky il grande truffatore (Stavisky), regia di Alain Resnais (1974)
- Nina (A Matter of Time), regia di Vincente Minnelli (1976)

### Televisione
- Four Star Playhouse – serie TV, 30 episodi (1952-1956)
- Climax! – serie TV, episodio 2x23 (1956)
- The Dick Powell Show – serie TV, episodi 1x20-2x07 (1962)
- Gli inafferrabili (The Rogues) – serie TV, 30 episodi (1964-1965)
- Reporter alla ribalta (The Name of the Game) – serie TV, episodio 2x04 (1969)

### Cortometraggi
- Esclave, regia di Georges Monca e Rose Pansini (1922)

## Riconoscimenti
- Premio Oscar
  - 1938 – Candidatura per il miglior attore protagonista per Maria Walewska
  - 1939 – Candidatura per il miglior attore protagonista per Un'americana nella Casbah
  - 1943 – Oscar onorario per i continui successi culturali nello stabilire la French Research Foundation di Los Angeles come riferimento per l'industria cinematografica di Hollywood
  - 1945 – Candidatura per il miglior attore protagonista per Angoscia
  - 1962 – Candidatura per il miglior attore protagonista per Fanny
- Golden Globe
  - 1953 – Candidatura per il miglior attore in un film drammatico per Tempo felice
- National Board of Review
  - 1937 – Miglior interpretazione per Maria Walewska
- Festival di Cannes
  - 1974 – Menzione speciale per l'interpretazione in Stavisky, il grande truffatore
- New York Film Critics Circle Awards
  - 1974 – Miglior attore non protagonista per Stavisky, il grande truffatore
- National Board of Review
  - 1937 – Miglior interpretazione per Maria Walewska
- Primetime Emmy Awards
  - 1957 – Candidatura per la miglior interpretazione in una serie drammatica per Four Star Playhouse
- Laurel Awards
  - 1962 – Candidatura per la miglior interpretazione maschile per Fanny
- Picturegoer Awards
  - 1938 – Medaglia d'oro per il miglior attore per Maria Walewska

## Doppiatori italiani
- Giulio Panicali in Mayerling, Il giardino di Allah (ridoppiaggio), Un grande amore, Paradiso proibito, Gli amanti, Il carnevale della vita, Fra le tue braccia, Il sorriso della Gioconda, Il granduca e mister Pimm, James Bond 007 - Casino Royale
- Emilio Cigoli in Maria Walewska (1º ridoppiaggio), La porta d'oro (ridoppiaggio), Angoscia, Ancora insieme, Arco di trionfo, La tela del ragno, Il giro del mondo in 80 giorni, I quattro cavalieri dell'Apocalisse, Una ragazza da sedurre
- Renato Turi in Come rubare un milione di dollari e vivere felici, Sento che mi sta succedendo qualcosa, La pazza di Chaillot
- Pino Locchi in Maria Walewska (2º ridoppiaggio), Paradiso proibito (ridoppiaggio)[1]
- Augusto Marcacci in Tovarich (ridoppiaggio)
- Sandro Ruffini in Il fiore che non colsi
- Luigi Pavese in Bagliori ad Oriente
- Roldano Lupi in I gioielli di Madame de...
- Gino Cervi in La fortuna di essere donna
- Giorgio Capecchi in I bucanieri
- Riccardo Mantoni in Parigi brucia?
- Gianrico Tedeschi in A piedi nudi nel parco
- Bruno Persa in Stavisky il grande truffatore
- Bruno Alessandro in Nina
- Gianni Giuliano in Un grande amore (ridoppiaggio)
- Antonio Colonnello in Angoscia (ridoppiaggio)
- Rino Bolognesi in L'agente confidenziale (ridoppiaggio)